# Acrophialophora levis
Acrophialophora levis är en svampart som beskrevs av Samson & T. Mahmood 1970. Acrophialophora levis ingår i släktet Acrophialophora, divisionen sporsäcksvampar och riket svampar.   Inga underarter finns listade i Catalogue of Life.